# 西村悟
西村 悟（にしむら さとる、1983年6月8日 - ）は、福岡県古賀市出身の元プロ野球選手（外野手・内野手）。血液型はA型。右投右打。
元阪神タイガースの西村憲（投手）は実弟。憲が野球を始めたのは悟の影響であると述べている。

## 経歴
九州古賀ボーイズでプレーののち、東福岡高高等学校に進学。高校では外野手・1番打者として活躍し、2年秋に九州大会優勝、神宮大会優勝。3年の春のセンバツでベスト8の結果を残す。その後、東海大学に進学。
大学卒業後、2006年に四国アイランドリーグ（現：四国アイランドリーグplus）の徳島インディゴソックスに入団。同年は、ベストナインに選出された。2007年は故障により復帰が遅れ、60試合の出場にとどまる。
2007年11月1日におこなわれた福岡レッドワーブラーズと長崎セインツの新規参入による分配ドラフトで福岡への移籍が決定。12月1日付けで移籍した。
移籍1年目の2008年は、首位打者のタイトルを獲得し、ベストナインにも選出された。
2009年9月4日付で「本人からの申し出」により福岡を退団し、一週間後の9月11日付で愛媛マンダリンパイレーツに入団した。引退後に本人は「監督・コーチ全員と喧嘩した」ことで福岡を退団したとブログで述べている
2010年のシーズンは本塁打・打点の2冠を獲得し、後期のリーグMVPならびにベストナインに選出された。シーズン終了後、自身の申し出により退団。
引退後は2013年6月より福岡県で野球塾「悟塾」を主宰しており、福岡校の塾長を務める。
2019年、久留米市に新たに発足した社会人野球クラブチーム「REXパワーズ」に内野手として加入し、現役復帰した（のちに外野手登録）。

## 詳細情報

### 独立リーグでの打撃成績
以下の数値は四国アイランドリーグplusウェブサイト掲載の各シーズン選手成績による。
| 年 度     | 球 団     | 打 率 | 試 合 | 打 席 | 打 数 | 得 点 | 安 打 | 二 塁 打 | 三 塁 打 | 本 塁 打 | 打 点 | 三 振 | 四 球 | 死 球 | 犠 打 | 犠 飛 | 盗 塁 | 長 打 率 | 出 塁 率 |
| --------- | --------- | ----- | ----- | ----- | ----- | ----- | ----- | -------- | -------- | -------- | ----- | ----- | ----- | ----- | ----- | ----- | ----- | -------- | -------- |
| 2006      | 徳島      | .260  | 85    | 346   | 300   | 34    | 78    | 13       | 3        | 3        | 36    | 79    | 34    | 7     | 1     | 4     | 4     | .353     | .345     |
| 2007      | 徳島      | .210  | 60    | 203   | 176   | 22    | 37    | 4        | 0        | 3        | 12    | 40    | 22    | 3     | 1     | 1     | 10    | .284     | .307     |
| 2008      | 福岡      | .317  | 78    | 328   | 281   | 44    | 89    | 7        | 0        | 4        | 28    | 43    | 36    | 6     | 2     | 3     | 26    | .384     | .402     |
| 2009      | 福岡      | .189  | 39    | 134   | 106   | 8     | 20    | 5        | 1        | 0        | 11    | 16    | 24    | 0     | 1     | 3     | 3     | .255     | .331     |
| 2009      | 愛媛      | .258  | 10    | 36    | 31    | 3     | 8     | 0        | 0        | 1        | 1     | 8     | 3     | 2     | 0     | 0     | 1     | .355     | .361     |
| '09計     | 愛媛      | .204  | 49    | 170   | 137   | 11    | 28    | 5        | 1        | 1        | 12    | 24    | 27    | 2     | 1     | 3     | 4     | .277     | .219     |
| 2010      | 愛媛      | .322  | 75    | 304   | 270   | 42    | 87    | 13       | 0        | 13       | 48    | 45    | 28    | 4     | 1     | 1     | 8     | .515     | .393     |
| 通算：5年 | 通算：5年 | .274  | 347   | 1351  | 1164  | 153   | 319   | 42       | 4        | 24       | 136   | 231   | 147   | 22    | 6     | 12    | 52    | .379     | .363     |

- 各年度の太字はリーグ最高。

### 背番号
- 9 （2006年 - 2007年）
- 8 （2008年 - 2009年9月4日）
- 24 （2009年9月11日 - 2010年）